# Duivels Bier
Duivels Bier — міцний бельгійський ель, виробляється на пивоварні Boon в місті Лембек (комуна Халле), провінція Фламандський Брабант.

## Історія
З 1883 року пиво Duivels вироблялося в місті Халле і слугувало одним з місцевих делікатесів для багатьох прочан, які щороку приходили до Халле вклонитися статуї Чорної мадонни з Халле. Першим виробником Duivels була броварня Pêtre Frères, яка намагалася відтворити шотландський ель, використовуючи як сировину місцеве фаро (різновид ламбіку), та англійські хміль і дріжджі. Пиво було неабияк популярним, а у 1900 році навіть отримало нагороду Grand Prix на виставці в Парижі. 1916 року Duivels згадувався у туристичному путівнику «Environs de Bruxelles, 60 promenades pedestres» як одна з цікавинок Халле.
У 1923 році інша броварня, Moortgat, почала варити темне пиво із дуже схожою назвою — Duvel. Це призвело до шаленої конкурентної боротьби між двома виробниками.
Друга світова війна завдала невиправної шкоди броварні Pêtre Frères, тому у 1952 році її та марку Duivels придбала родина Вандер Лінден (Vander Linden). Новий власник почав розливати пиво у пляшки місткістю 0,33 л, у 1958 році провів ре-дизайн етикетки, зробивши ставку на готичний шрифт, який, втім, був дуже схожим на шрифт з етикетки пива Duvel. 1996 року було офіційно зареєстровано торгову марку Duivelsbier, але незабаром, у 2001 році, броварня Vander Linden припинила своє існування, а будівлю броварні було знесено у 2008 році.
Відродженням марки зайнявся підприємець Френк Бун, власник броварні Boon у сусідньому містечку Лембек. 2002 року він викупив права на торгову марку Duivelsbier, а в 2003 році випустив пиво з новою етикеткою та трохи зміненою назвою — Duivels Bier.

## Опис
Duivels Bier — це міцне темне пиво верхового бродіння. На смак схоже на деякі міцні марки абатського пива, має легкий фруктовий присмак із нотами шоколаду та кави. Для виготовлення пива використовуються 3 види ячмінного солоду, цукор, хміль, дріжджі та вода.
Вміст алкоголю — 8%, розливається у скляні пляшки місткістю 0,33 л. Подається охолодженим до 14 °C

## Цікавий факт
- Duivels Bier стало першим бельгійським пивом, названим на честь диявола. Пізніше «пекельну» тематику використали такі марки як Duvel, Diabolici, Lucifer і Satan.